# Протекторат ООН

Флаг ООН, используемый государствами, находящимися под управлением Временной администрации ООН (за исключением Камбоджи)

Флаг Временной администрации ООН в Камбодже

Протекторат ООН — территория, находящаяся под управлением временными административными органами при Организации Объединённых Наций. Решение об установлении протектората над какой-либо территорией, государством или группой территорий (государств) принимается на основании резолюции Совета Безопасности ООН. Гарантом поддержания протектората является международная миротворческая миссия, учреждаемая в рамках мандата ООН, в которую включаются Временная администрация и выделенный контингент Миротворческих сил ООН. Территория (или государство), находящаяся под протекторатом ООН, не обладает государственным суверенитетом, правительство и глава государства (в лице временного администратора) подчиняются Генеральному секретарю ООН.
Протекторат ООН следует отличать от подопечной территории ООН, управление которой осуществлялось в соответствии с правом на мандат на внешнее управление, выдававшимся Лигой Наций и унаследовавшей этот статус после передачи полномочий вновь учреждённому Совету по опеке ООН.

## Список государств и территорий, находившихся под управлением ООН
| Предшествующее государство                                       | Государство-протекторат                                                                 | Годы      | Текущее государство |
| ---------------------------------------------------------------- | --------------------------------------------------------------------------------------- | --------- | ------------------- |
| Нидерландская Новая Гвинея                                       | Временная исполнительная власть ООН (ЮНТЕА)                                             | 1962—1963 | Индонезия           |
| Государство Камбоджа                                             | Временный орган ООН в Камбодже (ЮНТАК)                                                  | 1992—1993 | Камбоджа            |
| САО Восточная Славония, Баранья и Западный Срем (часть Хорватии) | Временная администрация ООН для Восточной Славонии, Бараньи и Западного Срема (ВАООНВС) | 1996—1998 | Хорватия            |
| Восточный Тимор (провинция Индонезии)                            | Временная администрация ООН в Восточном Тиморе (ВАООНВТ)                                | 1999—2002 | Восточный Тимор     |